# ピーター・トレメイン
ピーター・トレメイン（Peter Tremayne、1943年3月10日 - ）は、イングランドの歴史家、推理作家、伝記作家。本名はピーター・ベレスフォード・エリス (Peter Berresford Ellis) 、またピーター・マッカラン (Peter MacAlan) の名でも活動しているが、日本ではトレメインの名で知られる。
アイルランドの歴史やケルトの歴史文化についてノンフィクションや学術論文を発表しており、その道の権威としても有名である。
代表作は「修道女フィデルマシリーズ」。

## 経歴

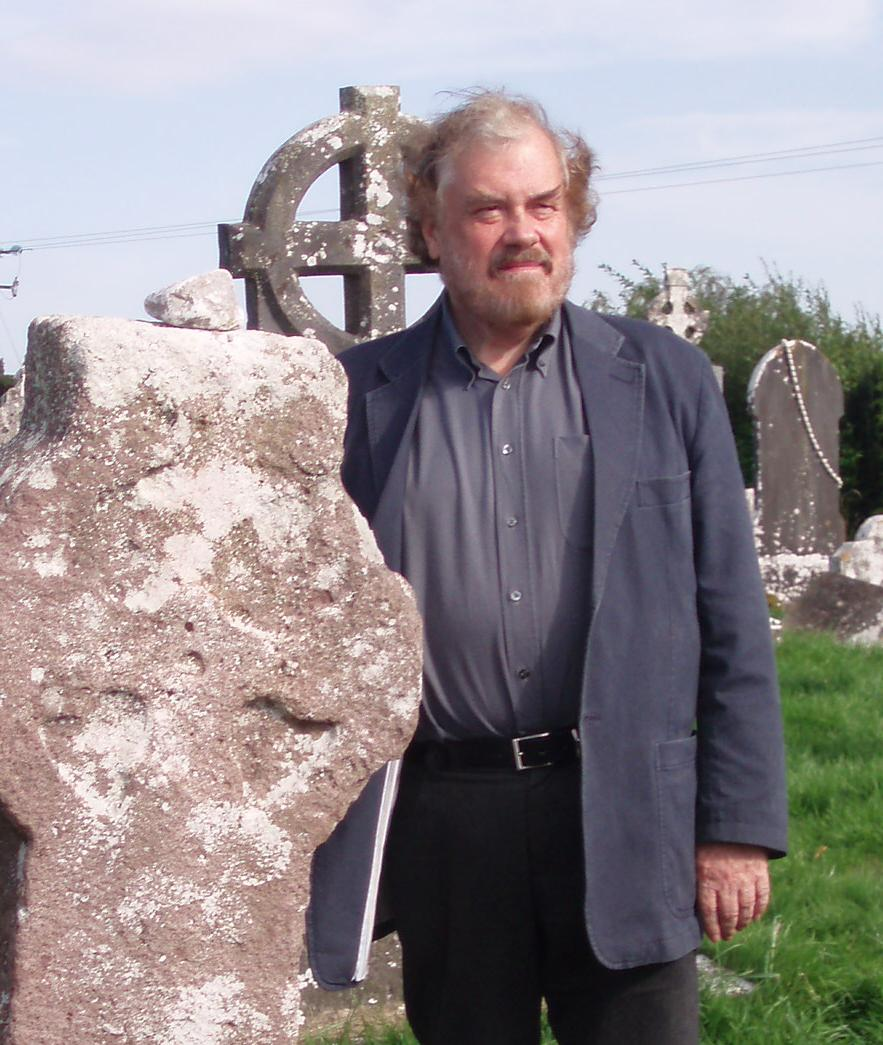
Peter Berresford Ellis

1943年、イギリス・イングランドのウェスト・ミッドランズ州のコヴェントリーにて生まれる。父親はアイルランドのコーク生まれのジャーナリスト。同地ではエリス家は1288年頃まで家系を辿ることができる。サクソン人家系に生まれた母親はサセックス地域では14世代まで遡ることができ、またブルトンにも祖先を持つ。ブライトン大学及びロンドン大学で学び、ノース・イースト・ポリテクニック（現イースト・ロンドン大学）ではケルト研究で名誉学位と修士号を取得した。

アイルランドで週刊新聞の記者や雑誌の編集者などを経て、1975年に専業作家となる。ピーター・トレメインとして初めて本が出版されたのは1977年だった。1983年から1993年にはピーター・マッカランの名で8作の冒険スリラー小説を発表した。2009年1月の時点で、91の長編及び95の短編のほか、数え切れないほどの学術論文や署名記事も発表した。また、アメリカ合衆国、イギリス、カナダ、イタリアなど数カ国の大学で講師をしている。
7世紀を舞台とした代表作「修道女フィデルマ」シリーズは世界中で人気を博し、2007年1月にアメリカサウスカロライナ州チャールストンで「修道女フィデルマ学会」が結成され、ウェブサイトが作られ機関紙が発行されるまでになった。
2006年、その著作の功績が認められ、イーストロンドン大学から名誉文学博士号を与えられた。

## 作品リスト

### 修道女フィデルマシリーズ
7世紀のアイルランドを舞台に、マンスター王の妹で、裁判官・弁護士の資格を持つ美貌の修道女フィデルマを主人公としたシリーズ。原書の出版順に記述する。
| #  | 邦題                       | 原題                            | 刊行年月   | 刊行年月   | ISBN                                          | レーベル                   | 訳者       | 備考                                           |
| -- | -------------------------- | ------------------------------- | ---------- | ---------- | --------------------------------------------- | -------------------------- | ---------- | ---------------------------------------------- |
| 1  | 死をもちて赦されん         | Absolution By Murder            | 1994年9月  | 2011年1月  | 978-4-488-21815-7                             | 東京創元社〈創元推理文庫〉 | 甲斐萬里江 |                                                |
| 2  | サクソンの司教冠（ミトラ） | Shroud for the Archbishop       | 1995年1月  | 2012年3月  | 978-4-488-21816-4                             | 東京創元社〈創元推理文庫〉 | 甲斐萬里江 | 巻末解説：若竹七海                             |
| 3  | 幼き子らよ、我がもとへ     | Suffer Little Children          | 1995年10月 | 2007年9月  | [上] 978-4-488-21809-6 [下] 978-4-488-21810-2 | 東京創元社〈創元推理文庫〉 | 甲斐萬里江 | 訳者あとがき                                   |
| 4  | 蛇、もっとも禍し           | The Subtle Serpent              | 1996年7月  | 2009年11月 | [上] 978-4-488-21812-6 [下] 978-4-488-21813-3 | 東京創元社〈創元推理文庫〉 | 甲斐萬里江 | 巻末解説：田中芳樹                             |
| 5  | 蜘蛛の巣                   | The Spider's Web                | 1997年4月  | 2006年10月 | [上] 978-4-488-21807-2 [下] 978-4-488-21808-9 | 東京創元社〈創元推理文庫〉 | 甲斐萬里江 | 訳者あとがき                                   |
| 6  | 翳深き谷                   | Valley of the Shadow            | 1998年4月  | 2013年12月 | [上] 978-4-488-21818-8 [下] 978-4-488-21819-5 | 東京創元社〈創元推理文庫〉 | 甲斐萬里江 | 巻末解説：酒井貞道                             |
| 7  | 消えた修道士               | The Monk Who Vanished           | 1999年2月  | 2015年11月 | [上] 978-4-488-21820-1 [下] 978-4-488-21821-8 | 東京創元社〈創元推理文庫〉 | 甲斐萬里江 | 巻末解説：若林踏                               |
| 8  | 憐れみをなす者             | Act of Mercy                    | 1999年11月 | 2021年2月  | [上] 978-4-488-21823-2 [下] 978-4-488-21824-9 | 東京創元社〈創元推理文庫〉 | 田村美佐子 | 訳者あとがき                                   |
| 9  | 修道女フィデルマの叡智     | Hemlock At Vespers （短編集）   | 2000年3月  | 2009年6月  | 978-4-488-21811-9                             | 東京創元社〈創元推理文庫〉 | 甲斐萬里江 | 巻末解説：村上貴史                             |
| 9  | 修道女フィデルマの洞察     | Hemlock At Vespers （短編集）   | 2000年3月  | 2010年6月  | 978-4-488-21814-0                             | 東京創元社〈創元推理文庫〉 | 甲斐萬里江 | 巻末解説：川出正樹                             |
| 9  | 修道女フィデルマの探求     | Hemlock At Vespers （短編集）   | 2000年3月  | 2012年12月 | 978-4-488-21817-1                             | 東京創元社〈創元推理文庫〉 | 甲斐萬里江 | 訳者あとがき                                   |
| 10 | 昏き聖母                   | Our Lady of Darkness            | 2000年9月  | 2023年3月  | [上] 978-4-488-21826-3 [下] 978-4-488-21827-0 | 東京創元社〈創元推理文庫〉 | 田村美佐子 | 訳者あとがき                                   |
| 11 |                            | Smoke in the Wind               | 2001年9月  |            |                                               |                            |            |                                                |
| 12 |                            | The Haunted Abbot               | 2002年9月  |            |                                               |                            |            |                                                |
| 13 |                            | Badger's Moon                   | 2003年9月  |            |                                               |                            |            |                                                |
| 14 | 修道女フィデルマの采配     | Whispers of the Dead （短編集） | 2004年5月  | 2022年2月  | 978-4-488-21825-6                             | 東京創元社〈創元推理文庫〉 | 田村美佐子 | 巻末解説：石井千湖 原書収録作15編中5編を収録。 |
| 15 |                            | The Leper's Bell                | 2004年9月  |            |                                               |                            |            |                                                |
| 16 |                            | Master of Souls                 | 2005年9月  |            |                                               |                            |            |                                                |
| 17 |                            | A Prayer for the Damned         | 2006年9月  |            |                                               |                            |            |                                                |
| 18 |                            | Dancing with Demons             | 2007年9月  |            |                                               |                            |            |                                                |
| 19 |                            | The Council of the Cursed       | 2008年7月  |            |                                               |                            |            |                                                |
| 20 |                            | The Dove of Death               | 2009年7月  |            |                                               |                            |            |                                                |
| 21 |                            | The Chalice of Blood            | 2010年7月  |            |                                               |                            |            |                                                |
| 22 |                            | Behold a Pale Horse             | 2011年7月  |            |                                               |                            |            |                                                |
| 23 |                            | The Seventh Trumpet             | 2012年7月  |            |                                               |                            |            |                                                |
| 24 |                            | Atonement of Blood              | 2013年     |            |                                               |                            |            |                                                |
| 25 |                            | The Devil's Seal                | 2014年     |            |                                               |                            |            |                                                |

- 修道女フィデルマの叡智（2009年6月、創元推理文庫、甲斐萬里江 訳、ISBN 978-4-488-21811-9、日本オリジナルの短編集）
  - 収録作品：「聖餐式の毒杯」「ホロフェルネスの幕舎（ばくしゃ）」「旅籠の幽霊」「大王の剣」「大王廟の悲鳴」
- 修道女フィデルマの洞察（2010年6月、創元推理文庫、甲斐萬里江 訳、ISBN 978-4-488-21814-0、日本オリジナルの短編集）
  - 収録作品：「毒殺への誘い」「まどろみの中の殺人」「名馬の死」「奇蹟ゆえの死」「晩祷の毒人参」
- 修道女フィデルマの探求（2012年12月、創元推理文庫、甲斐萬里江 訳、ISBN 978-4-488-21817-1、日本オリジナルの短編集）
  - 収録作品：「ゲルトルーディスの聖なる血」「汚れた光輪」「不吉なる僧院」「道に惑いて」「ウルフスタンへの頌歌」
- 修道女フィデルマの采配（2022年2月、創元推理文庫、田村美佐子 訳、ISBN 978-4-488-21825-6、日本オリジナルの短編集）
  - 収録作品：「みずからの殺害を予言した占星術師」「魚泥棒は誰だ」「養い親」「「狼だ！」」「法定推定相続人」

### その他
- アイルランド幻想　AISLING and other Irish Tales of Terror (1992)
  - 2005年8月、光文社文庫、甲斐萬里江 訳、ISBN 4-334-76157-7

うち『深きに棲まうもの/ダオイネ・ドムハイン』Daoine Domhainはクトゥルフ神話であり、単発でアンソロジー『インスマス年代記』に収録。
Peter Berresford Ellis bibliographyを参照